# Antoine-Claude-François Villerey
Antoine-Claude-François Villerey, né le 2 mai 1765 à Paris et mort en 1828 dans la même ville, est un graveur français.

## Biographie
Antoine-Claude-François Villerey est né à Paris le 2 mai 1765. Pour l'auteur François-Étienne Joubert, Villerey serait plutôt né en 1768, mais il s'agit d'une trouvaille marginale. Après ses années de jeunesse, il devient éventuellement l'élève de l'artiste Antoine-Louis Romanet, qui lui apprend les rouages de son métier de graveur,.
Parmi les plus vieilles gravures de Villerey, on retrouve une série de sept estampes réalisées de ses mains ainsi que de celles de François-Marie-Isidore Queverdo en 1797 afin d'illustrer la traduction française de L'Italien ou Le Confessionnal des pénitents noirs d'Ann Radcliffe.
En 1798, Antoine-Claude-François Villerey est employé par le zoologiste Bernard-Germain de Lacépède pour illustrer son Histoire naturelle des poissons,. Les gravures réalisées pour les ouvrages de Lacépède seront ultérieurement compilées dans des volumes séparés, soit en 1802 et en 1803 pour les tomes 3 et 5, respectivement,. Toujours en 1803, le graveur est à l'origine de quelques estampes qui apparaissent dans une édition illustrée du Génie du christianisme de François-René de Chateaubriand.
L'apport majeur de Villerey se trouve dans les nombreuses planches qu'il a gravé pour le compte du Musée Filhol, une publication qui tire son nom de son propriétaire : Antoine-Michel Filhol, un marchand d'estampes parisien,,. Il publie en 1812 pour le Concours décennal de Filhol une gravure représentant Napoléon à la Bataille d'Austerlitz, accompagné de quelques maréchaux et généraux et donnant des ordres pour la bataille, le tout tiré d'une peinture originale du peintre Carle Vernet.
En 1814, pendant l'exposition Sujet de genre, d'après Prud'hon au Musée du Palais-Royal, des gravures de sa main sont affichées, dont Innocence et Amour et Hymen et Bonheur,,. L'exposition s'inspire de l'œuvre picturale de l'artiste français Pierre-Paul Prud'hon,,.
En 1817, il expose de nombreuses gravures lors de l'exposition Vignettes de la vie de Saint Bruno, d'après Lesueur, de laquelle sortira un ouvrage intitulé Galerie de saint Bruno, déjà prêt à être diffusé en 1816,,,,. Agissant à titre d'éditeur de cette publication, Villerey a gravé pour cet ouvrage vingt-six gravures inspirées des peintures d'Eustache Le Sueur, un peintre français du courant classique,,.
Antoine-Claude-François Villerey compte plusieurs autres contributions au monde de la gravure. Il effectue de nombreuses gravures pour le compte d'Antoine-Augustin Renouard, qui entreprend sur une longue période de temps la publication des œuvres et ouvrages complets du philosophe Voltaire, subdivisée en 66 volumes,. Il a aussi gravé des illustrations de la main de Jean-Michel Moreau, dit Moreau le Jeune.
Quatre-vingt gravures lui sont répertoriées au British Museum. De nombreuses autres œuvres sont conservées au Metropolitan Museum of Art, ainsi qu'une poignée au Minneapolis Institute of Art,.
Pendant l'essentiel de sa carrière, Villerey réside au 174, rue Saint-Jacques, à Paris, dans le 5e arrondissement au bord de la Seine, juste à côté de la porte Saint-Jacques. Il a eu comme élève Jean-Charles-Michel Barreau, Alexandre-Vincent Sixdeniers ainsi que son propre fils, Auguste Villerey, qui est devenu un artiste-graveur tout comme son père,,,. Si Auguste Villerey signe ses œuvres Villerey fils, l'on distingue parfois Antoine-Claude-François Villerey en tant que Villerey père.
Il est mort à Paris en 1828,.

## Galerie

Gravures de reproduction
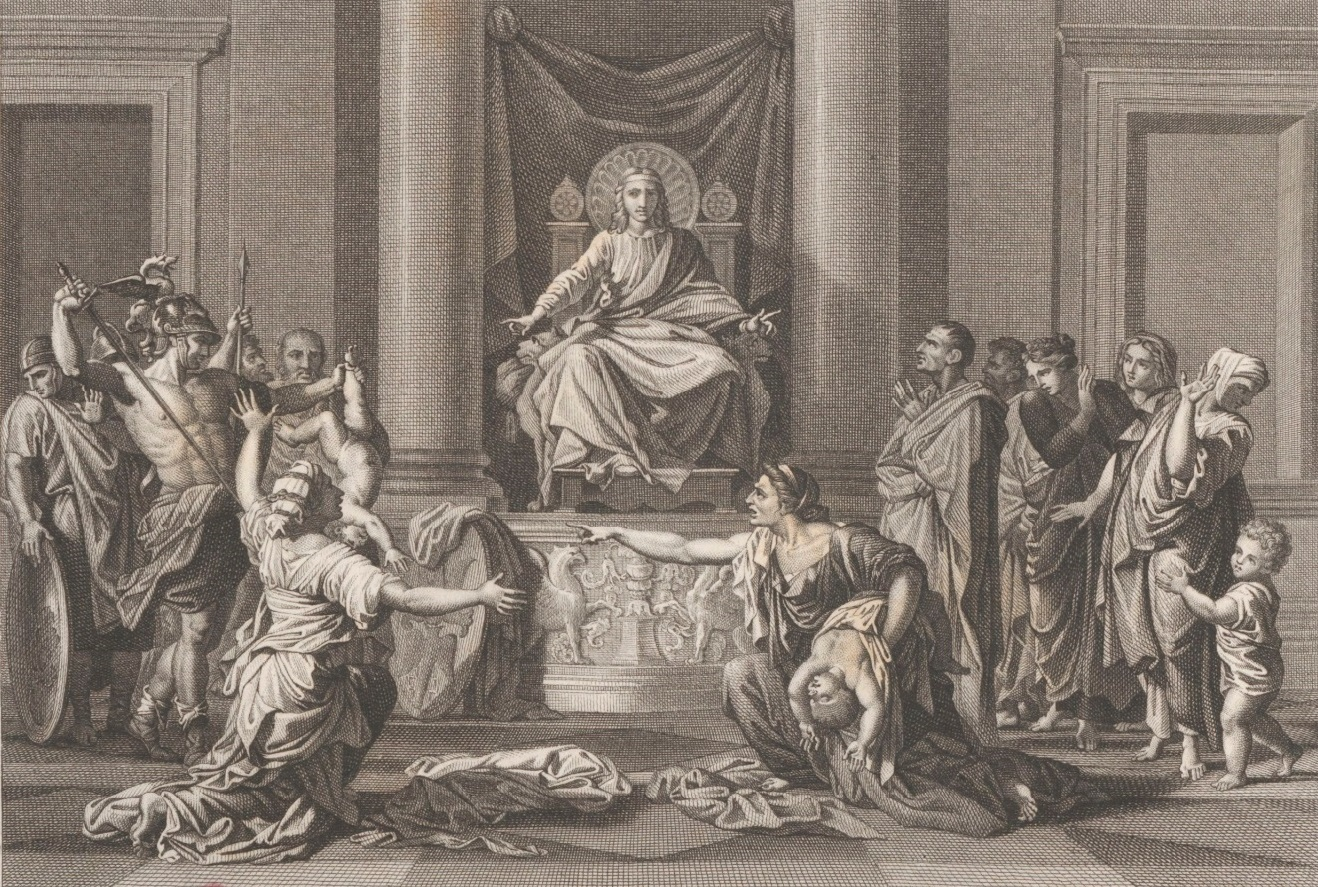
Le Jugement de Salomon, d'après Nicolas Poussin.
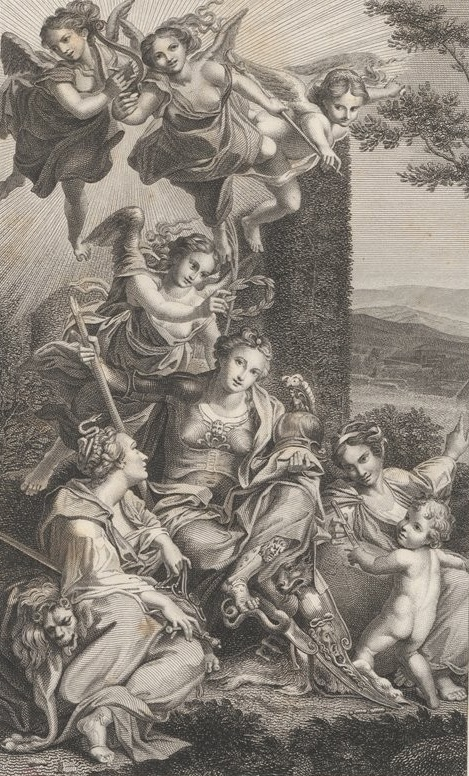
La Vertu triomphant des vices, d'après Le Corrège.
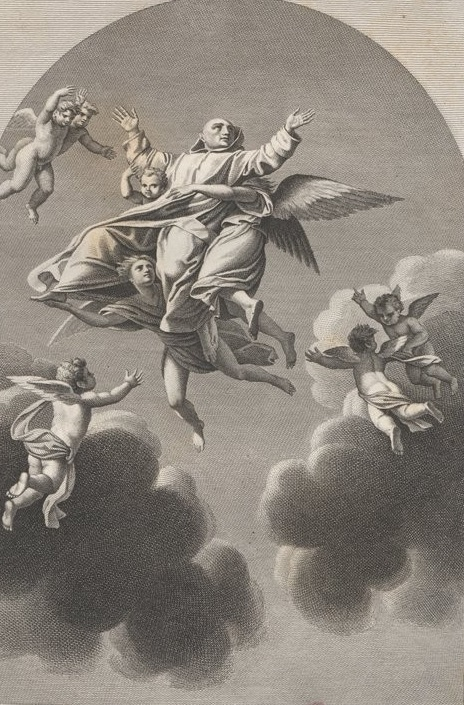
Apothéose de saint Bruno, d'après Eustache Le Sueur.
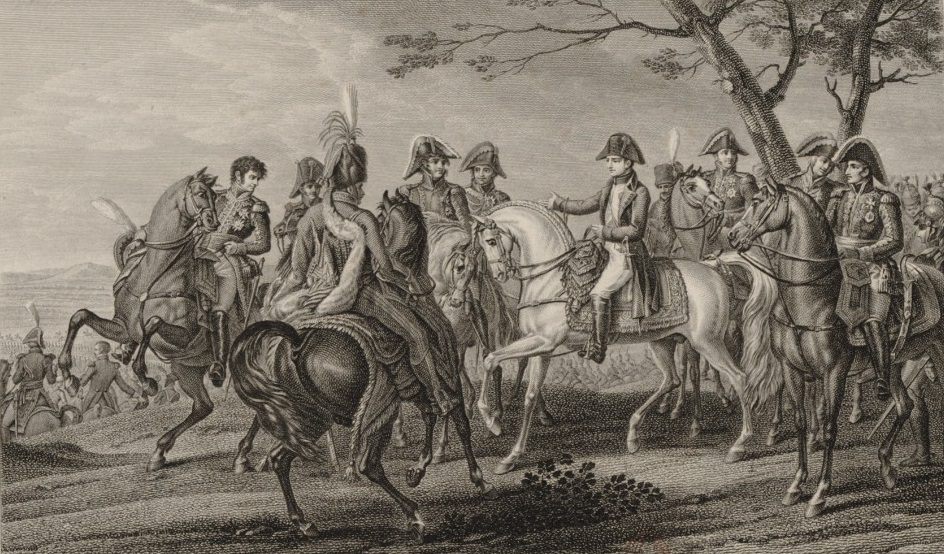
La Bataille d'Austerlitz, d'après Carle Vernet.
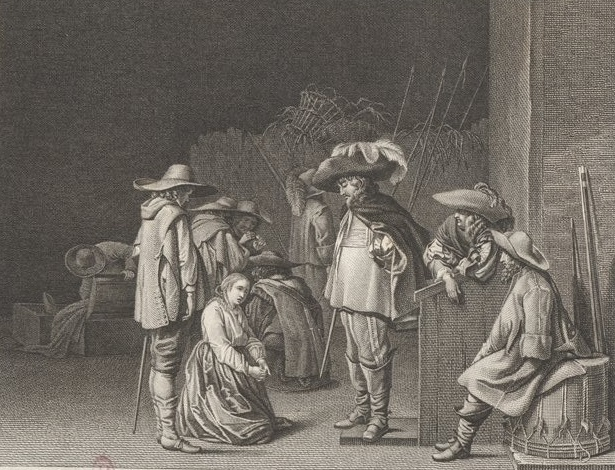
Femme arrêtée par des voleurs, d'après Johan le Ducq.
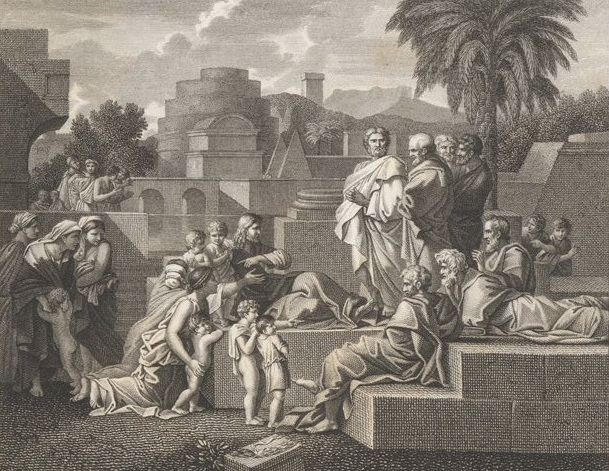
Le Christ appelant à lui ses enfants, d'après Sébastien Bourdon.
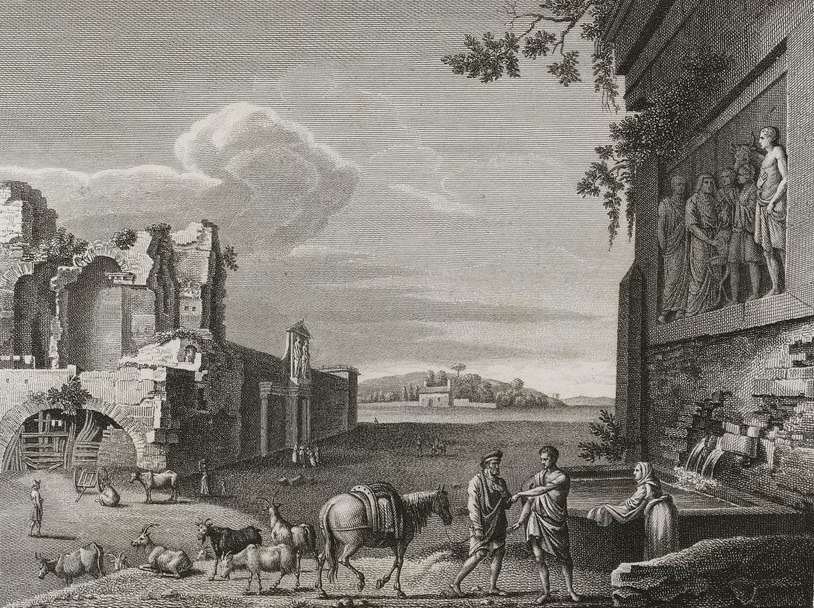
Vue de l'ancienne Rome, d'après Bartholomeus Breenbergh.

L'Italien ou Le Confessionnal des pénitents noirs, d'Ann Radcliffe
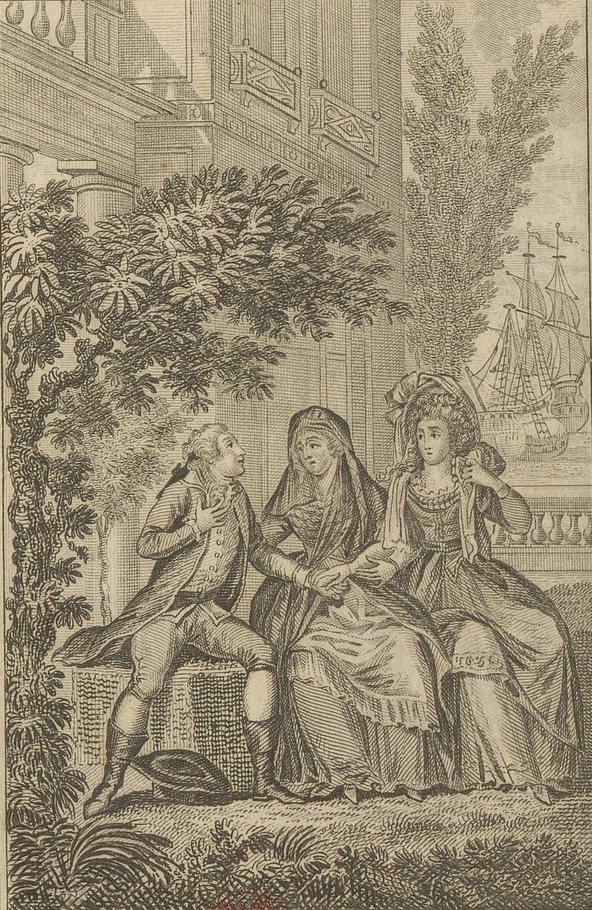
Gravure du tome 1.
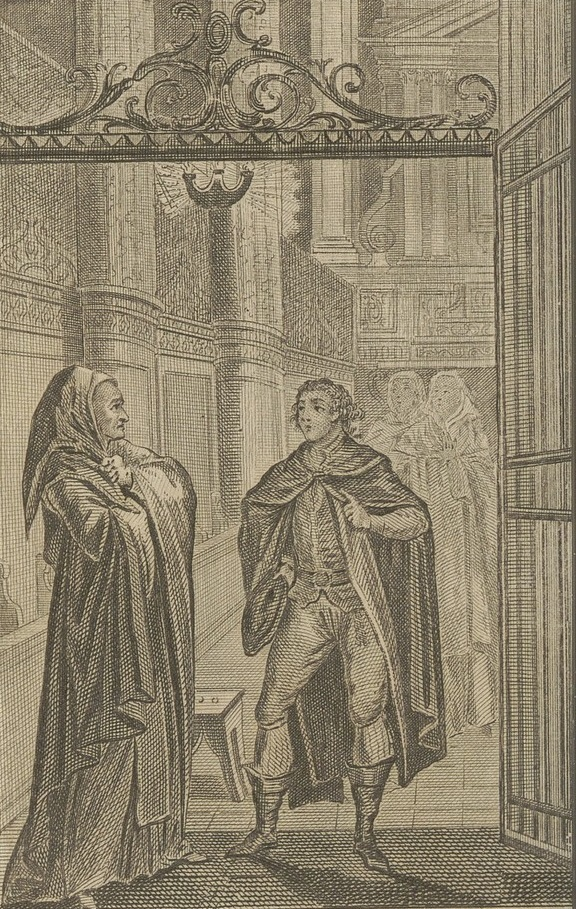
Gravure du tome 2.
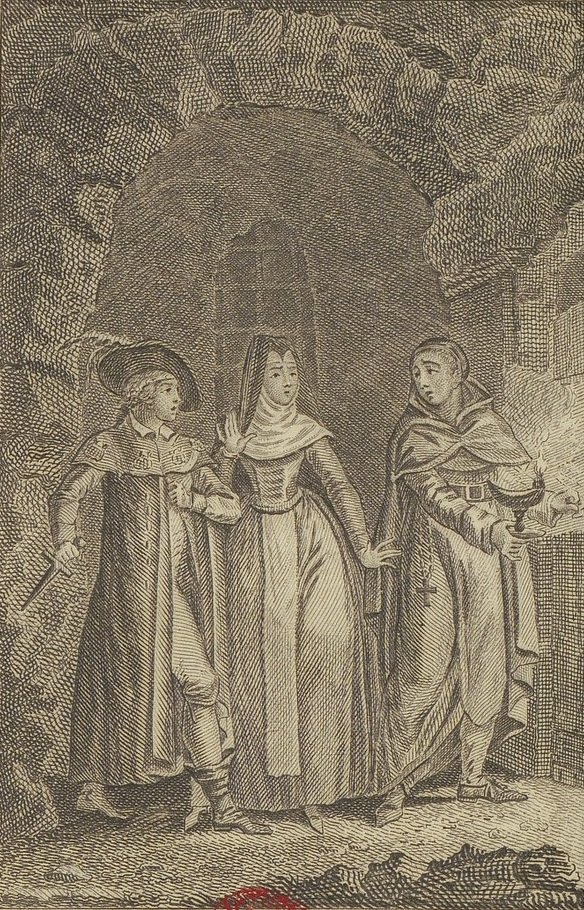
Gravure du tome 3.
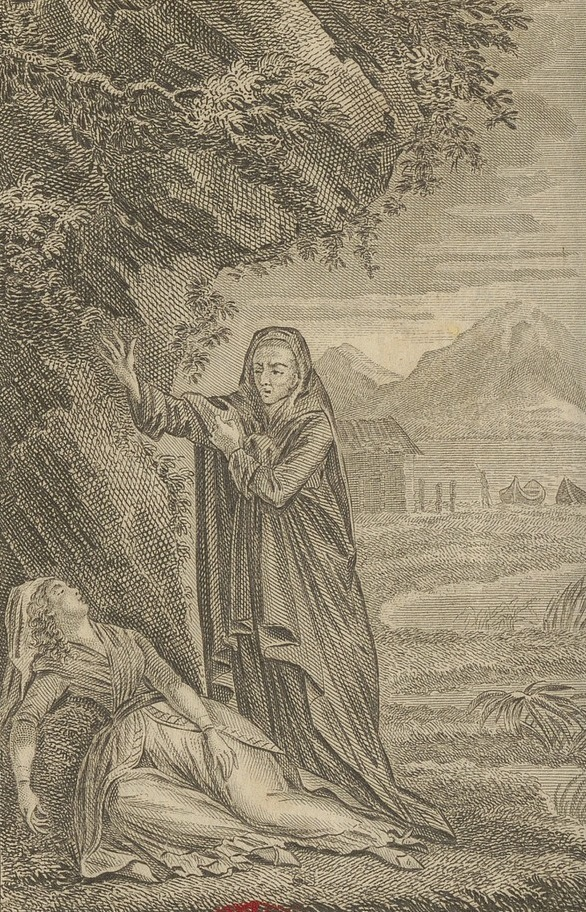
Gravure du tome 4.
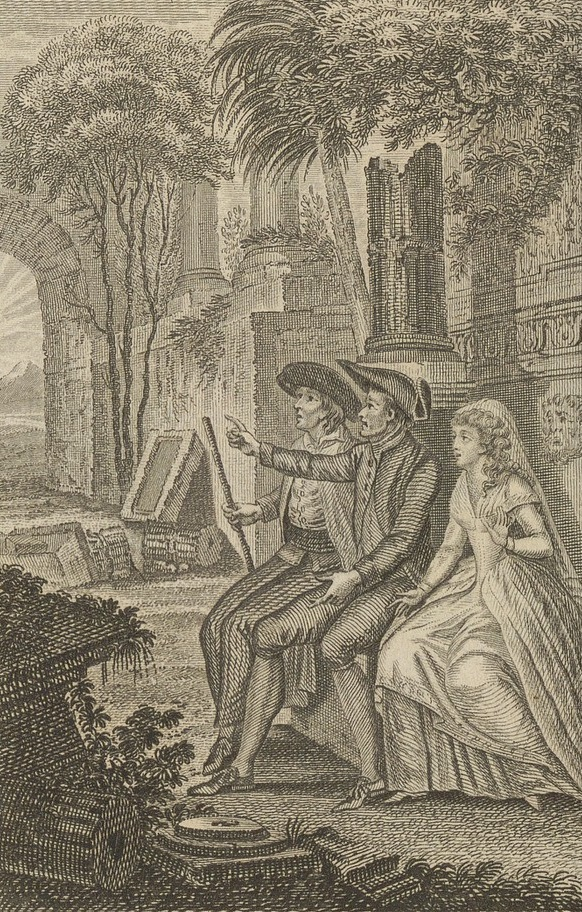
Gravure du tome 5.
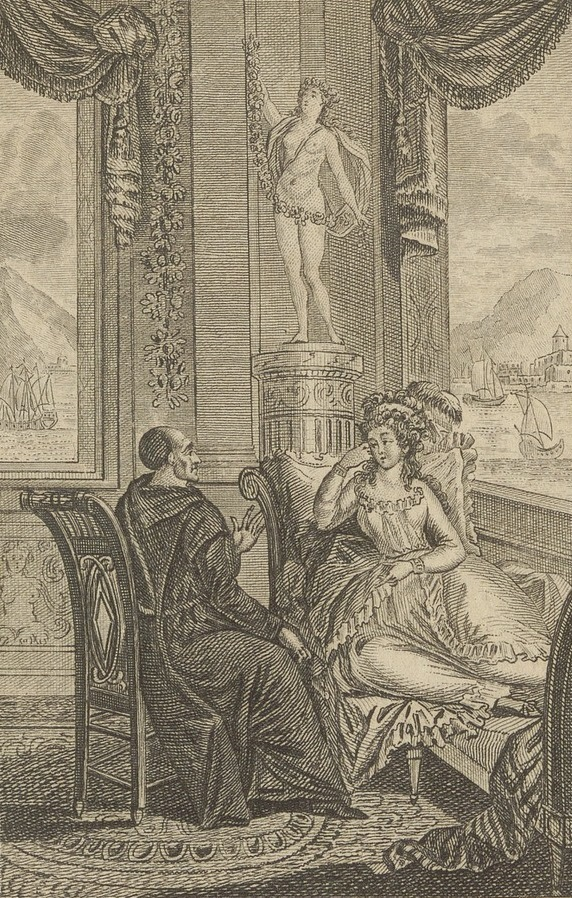
Gravure du tome 6.
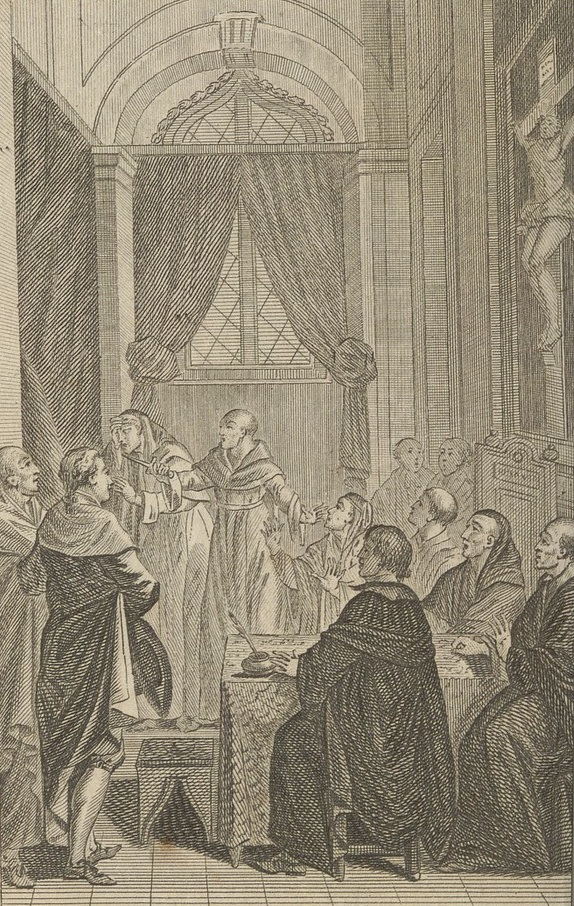
Gravure du tome 7.

Histoire naturelle des poissons de Bernard-Germain de Lacépède
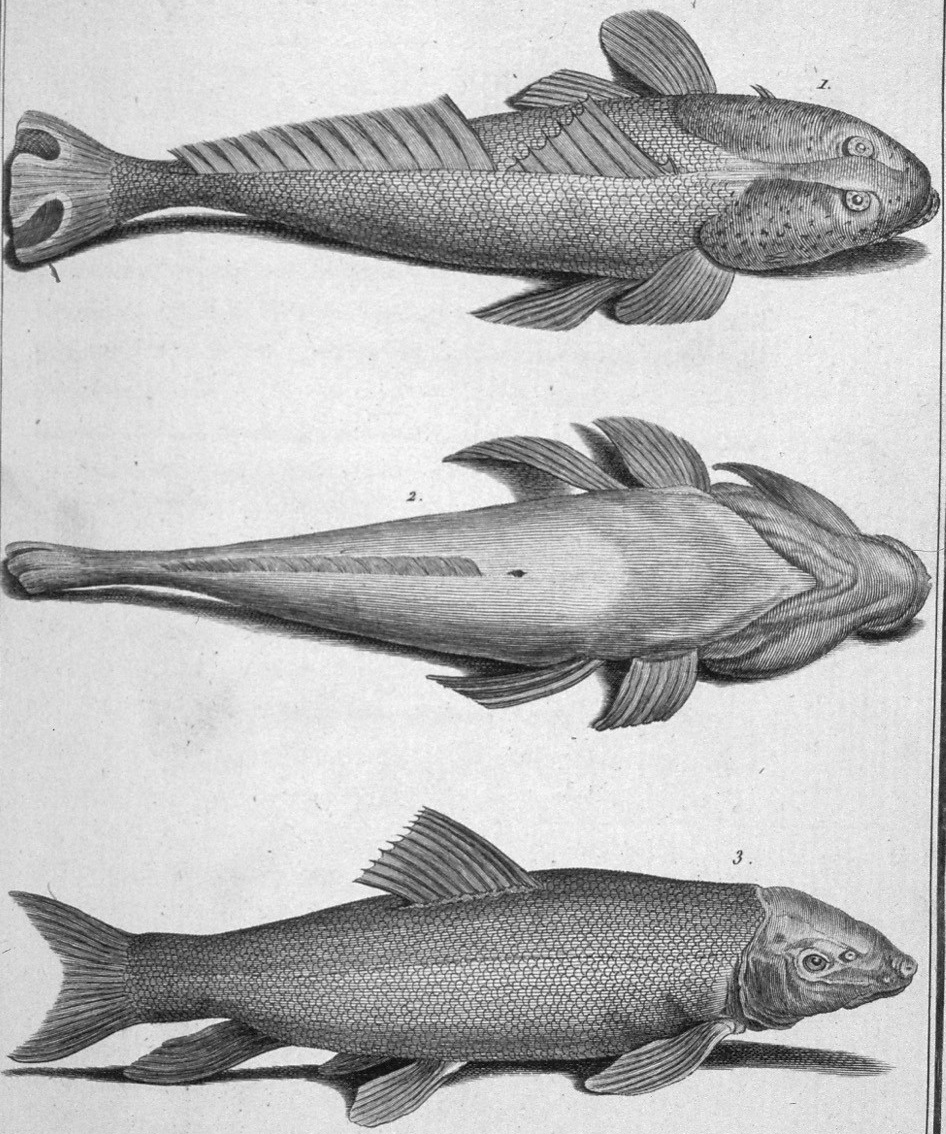
1-Cotte madégasse vu par dessus 2-Cotte madégasse vu par dessous 3-Cyprin commersonnien.
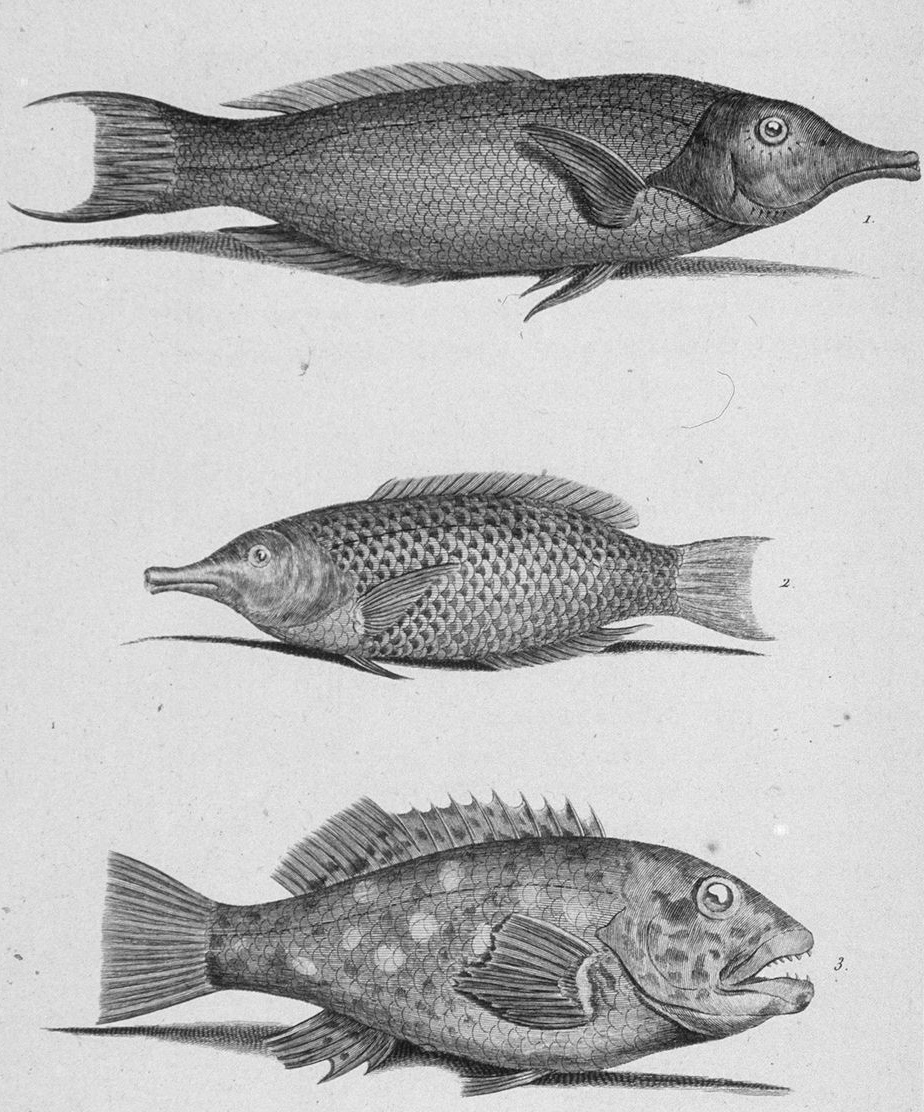
1-Gomphose bleu (en) 2-Gomphose varié 3-Labre marbré.
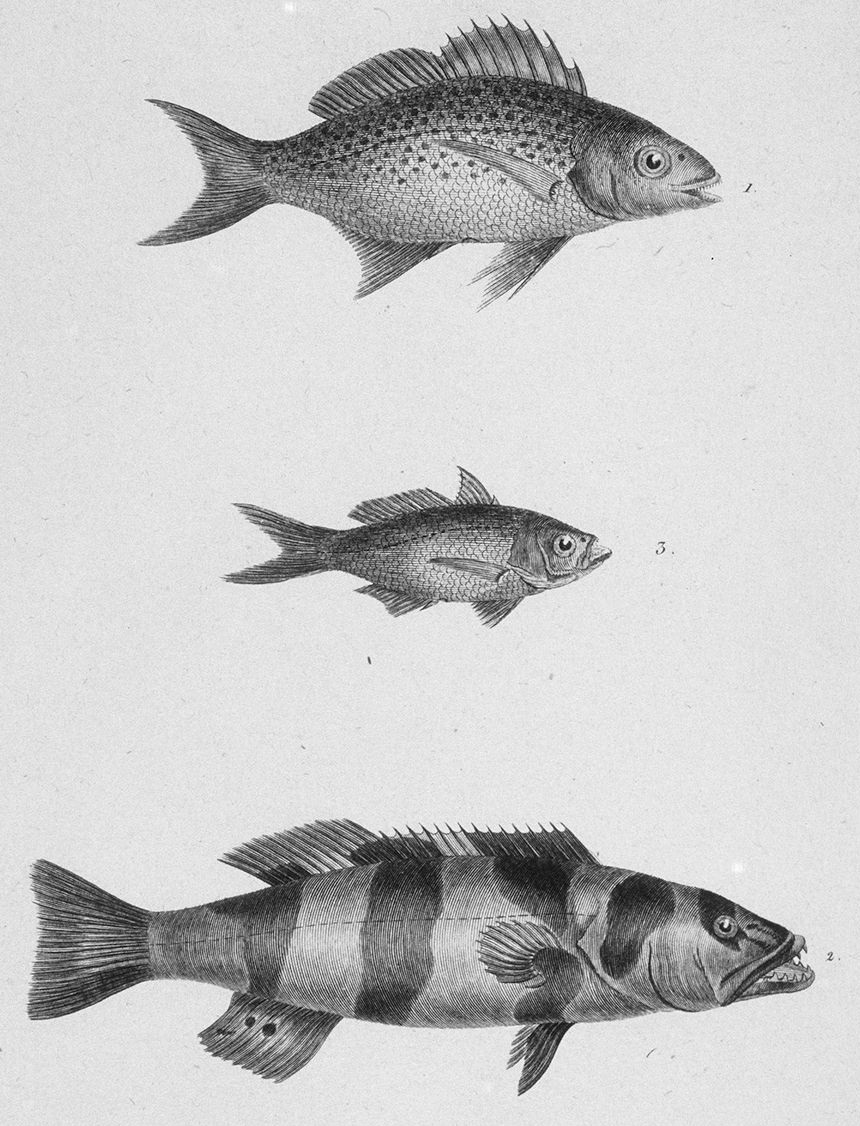
1-Labre commersonnien 2-Labre lisse 3-Lutjan gymnocéphale.
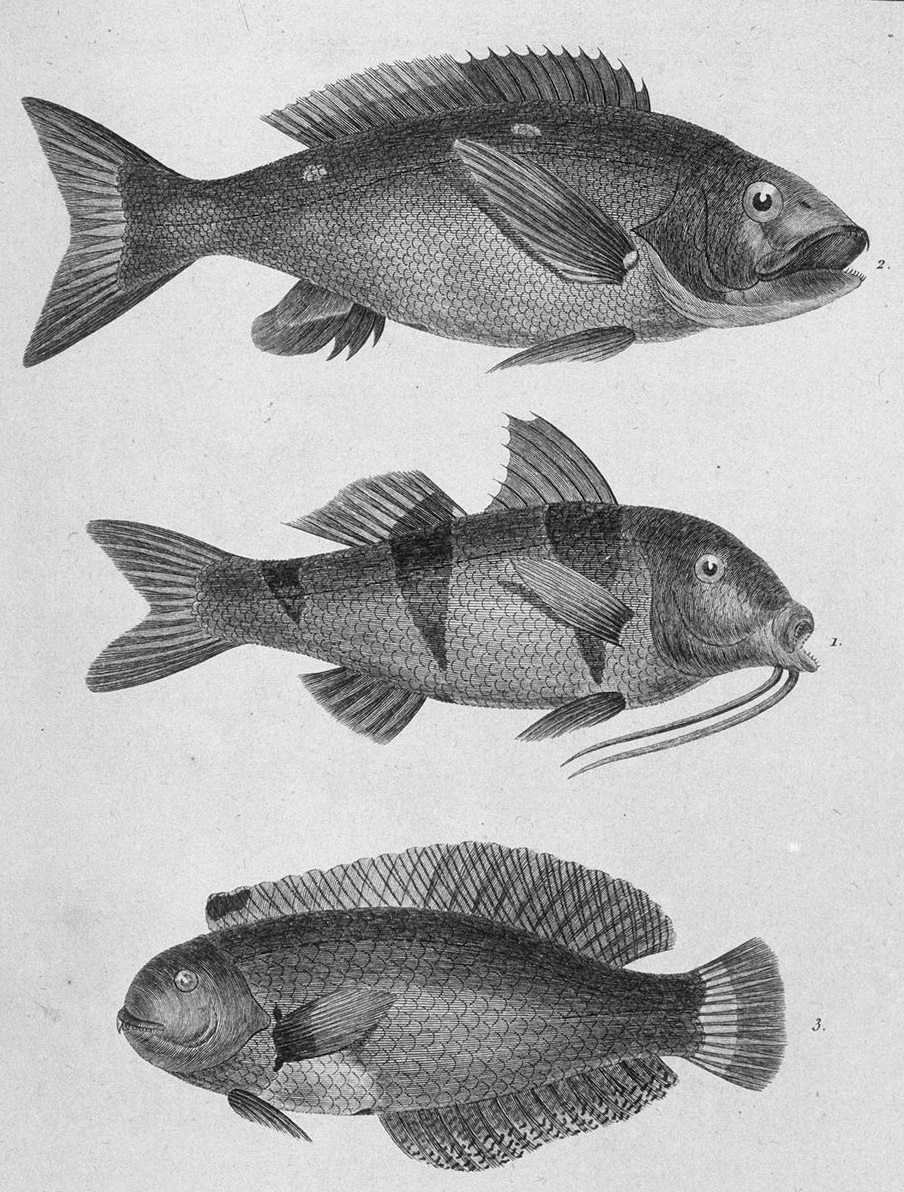
1-Mulle trois-bandes 2-Spare lépisure 3-Spare hémisphère.
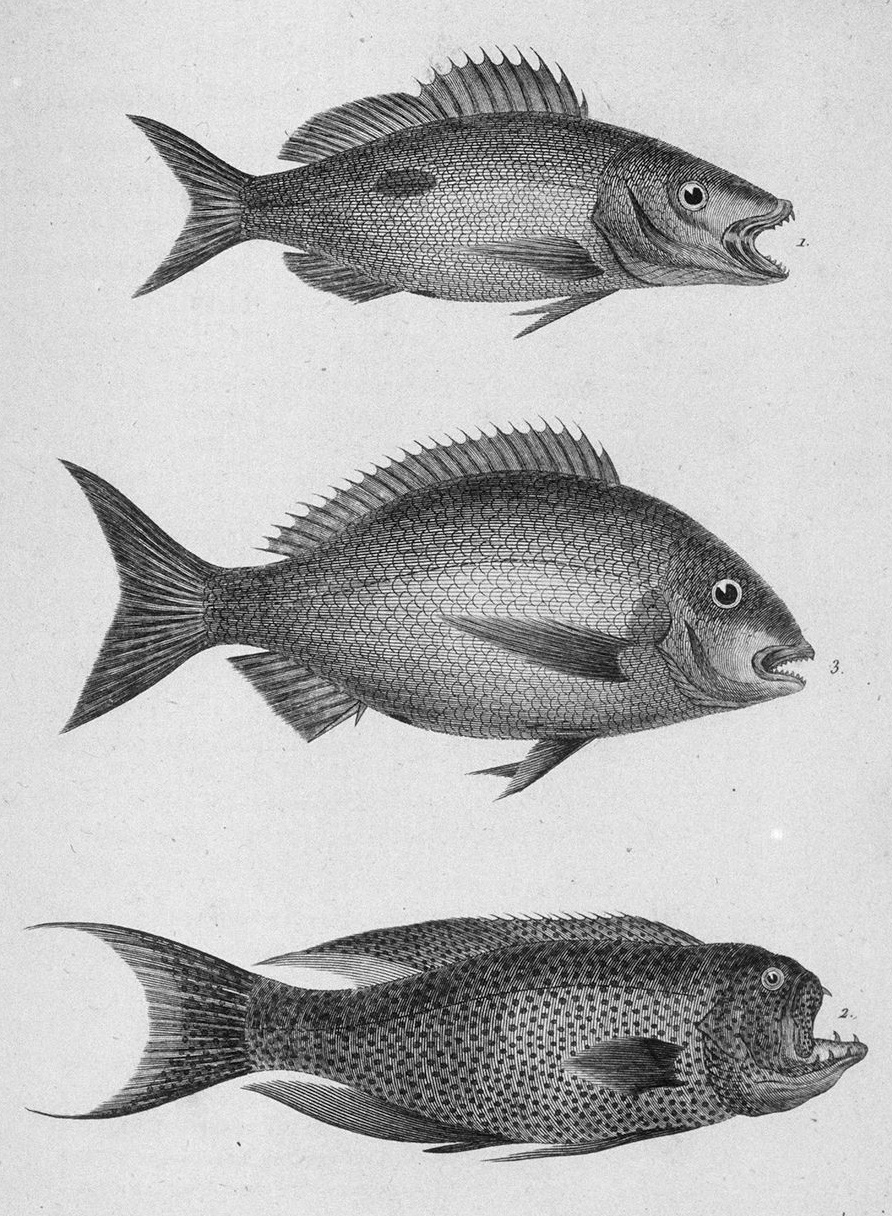
1-Variété du labre unimaculé 2-Labre moucheté 3-Variété du spare brunâtre.
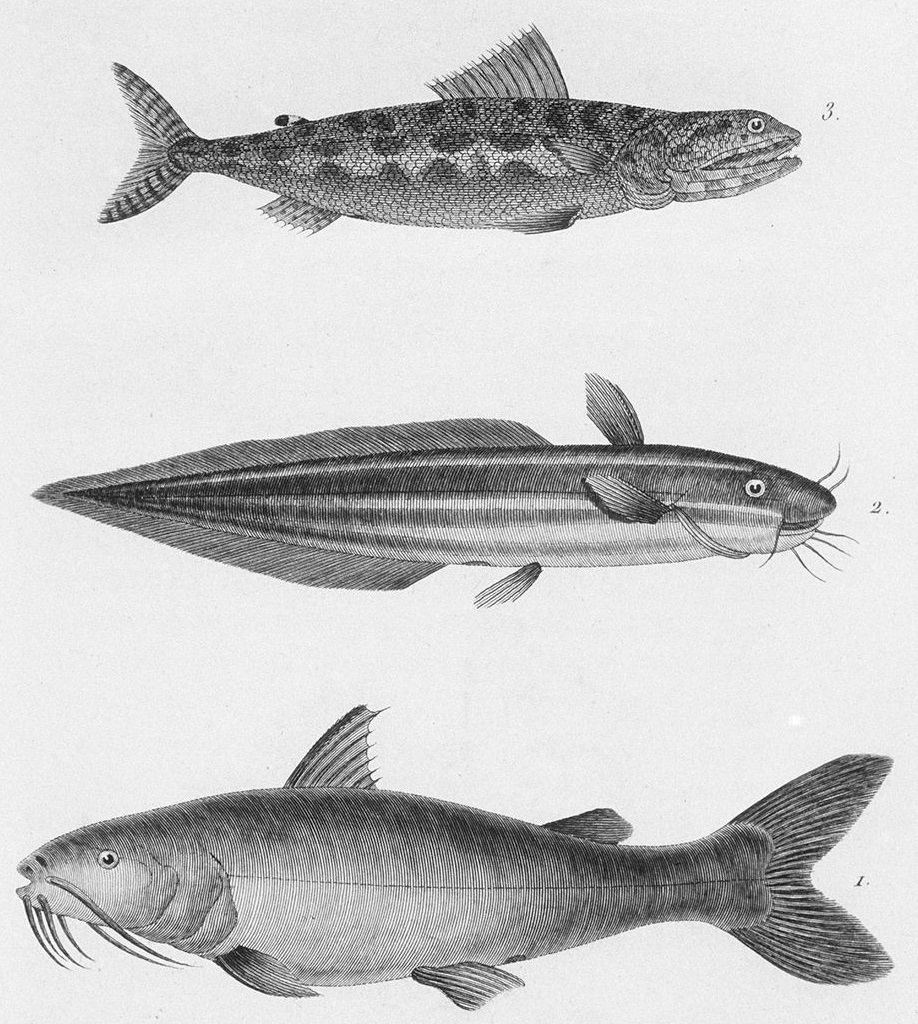
1-Pimélode commersonnien 2-Variété du plotose anguillé 3-Salmone varié.

## Ouvrage
- Eustache Le Sueur et Antoine-Claude-François Villerey, Galerie de saint Bruno, Paris, Chez A. Villerey, Artiste-Graveur-Éditeur & de l'imprimerie de P. Didot l'aîné, 1816, 123 p. (lire en ligne)